# 1992年バルセロナオリンピックのカタール選手団
1992年バルセロナオリンピックのカタール選手団（1992ねんバルセロナオリンピックのカタールせんしゅだん）は、1992年7月25日から8月9日にかけてスペインのカタルーニャ州バルセロナで開催された1992年バルセロナオリンピックのカタール選手団、およびその競技結果。

## 概要
今大会は銅メダル1個、合計1個のメダルを獲得した。
陸上男子1500mでモハメド・スレイマンが銅メダルを獲得、カタールにオリンピック初メダルをもたらした。

## メダル
| メダル | 選手名               | 競技 | 種目      |
| ------ | -------------------- | ---- | --------- |
| 銅     | モハメド・スレイマン | 陸上 | 男子1500m |